# ハビ・モジャノ
- ハビ・モヤノ
- ハビ・モジャーノ

ハビ・モジャノ (Javi Moyano)こと、ハビエル・モジャノ・ルハノ（Javier Moyano Lujano, 1986年2月23日 - ）は、スペイン・ハエン出身のサッカー選手。CDカステリョン所属。ポジションはDF（右サイドバック）。
他にも ハビ・モヤノ 、ハビ・モジャーノ などの表記もある。

## 経歴
2004-05シーズンに地元のレアル・ハエンでプロデビュー。2006-07シーズン途中にUDランサローテにローン移籍し、2009-10シーズンまでハエンでプレーした。
2010-11シーズンはUDアルメリアのBチームでプレー。その後もUDメリリャやCDテネリフェといった下部リーグのクラブでプレーした。
2015年8月18日、当時セグンダ・ディビシオン所属のレアル・バリャドリードと契約。加入3年目の2017-18シーズンはセグンダで5位に入り、昇格プレーオフに進出するとこれを勝ち抜く。2013-14シーズン以来のプリメーラ・ディビシオンに復帰となり、自身初のトップディヴィジョンでのプレーが実現。2018年10月21日のレアル・ベティス戦では、前半戦に乾貴士の強烈なシュートを腹部でブロックするなど、敵地ベニート・ビジャマリンでの1-0の完封勝利に貢献した。5年間で公式戦150試合以上に出場し、キャプテンを務める。2020-21シーズンはセルヒオ・ゴンサレス監督の構想外となり、2020年10月6日に退団することが発表された。
2021年1月22日にセグンダのCDカステリョンとシーズン終了までの契約を締結した。